# María Izquierdo Rojo

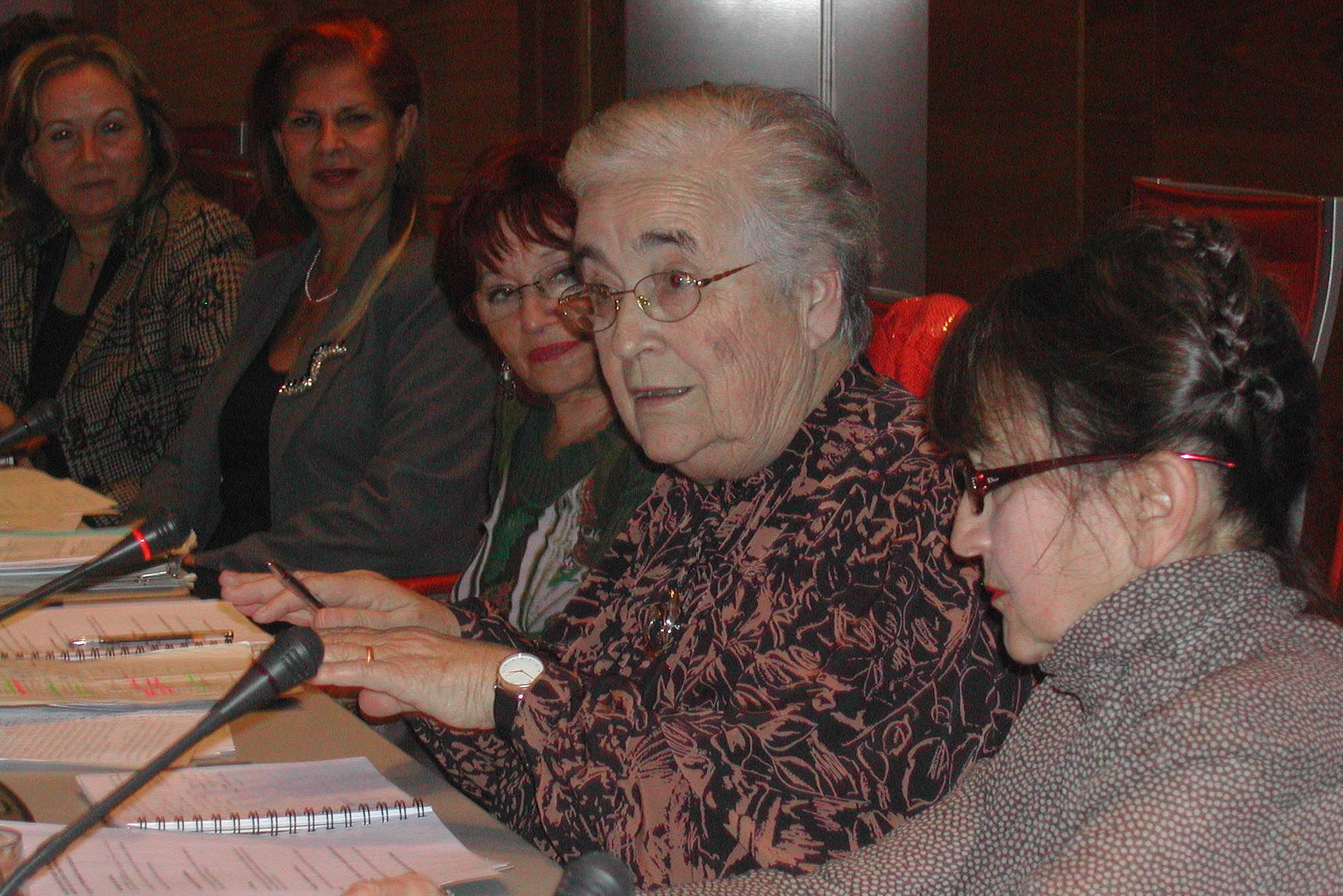
Izquierdo em 2006 numa reunião de membros do Congresso Constituinte de 1977 a 1979

María Izquierdo Rojo (nascida em 13 de setembro de 1946 em Oviedo) é uma política espanhola do Partido Socialista Operário Espanhol (Partido Socialista Obrero Español (PSOE)). Ela foi membro do Congresso de Deputados da Espanha em 1977–1979 (o Congresso Constituinte),  1979–1982 (o 1º Congresso )  e 1986–1989 (o 3º Congresso),  representando Granada. Ela foi membro do Parlamento Europeu de 1989 a 2004.
Em 2018 ela fez parte de um grupo de onze mulheres homenageadas pela cidade de Granada por ter permitido a transição pacífica para a democracia na cidade quarenta anos antes. Realizou-se a conferência intitulada "Granadinas por la libertad: outrora figuras femeninas para la democracia española" .